# Duarte Cardoso Pinto
Duarte Daun e Lorena Cardoso Pinto (nascido em Lisboa, 17 de março de 1982) é um ex-jogador de rugby union português. Jogava no Agronomia, onde foi campeão nacional em 2006/07. Transferiu-se depois para a equipa francesa do Blagnac, onde jogou em 2007/08.
Foi 49 vezes internacional pela Selecção Nacional, de 2003 a 2010, marcando 2 ensaios, 12 conversões e 22 penalidades, num total de 112 pontos.
Um dos melhores jogadores de râguebi portugueses da atualidade, integrou a Seleção Nacional que esteve presente, pela primeira vez, na fase final do Campeonato do Mundo de 2007, em França. Jogou em todos os jogos, marcando um total de 12 pontos. Foi o primeiro português a marcar não só uma transformação num mundial de râguebi para Portugal, mas também um pontapé de grande penalidade.